# Panamerički kup u dvoranskom hokeju 2002.
1. Panamerički kup u dvoranskom hokeju  se održao 2002. godine.
Krovna međunarodna organizacija pod kojom se održalo ovo natjecanje je bila Panamerička hokejska federacija.

## Mjesto i vrijeme održavanja
Održao se u SAD-u, u Rockvilleu od 14. do 17. ožujka 2002.

## Natjecateljski sustav
Ovaj kup je ujedno bio i izlučnim natjecanjem za dvoransko SP 2003. u Leipzigu u Njemačkoj. Prvak i doprvak su stjecali pravo izravno sudjelovati.
Natjecanje se odvija po jednostrukom ligaškom sustavu. 

Za pobjedu se dobivalo 3 boda, za neriješeno bod, a za poraz ništa. Poredak na svršetku ligaškog dijela natjecanja je bio i konačnim poredkom.

## Završni poredak
| Mj. | Momčad            |
| --- | ----------------- |
| 1.  | Kanada            |
| 2.  | SAD               |
| 3.  | Trinidad i Tobago |
| 4.  | Meksiko           |
| 5.  | Brazil            |
| 6.  | Venezuela         |
| 7.  | Portoriko         |

| Osvajači Panameričkog kupa 2002. |
| -------------------------------- |
| Kanada Prvi naslov               |

## Vanjske poveznice
- (engl.) Panamerička hokejska federacija